# Thazhuthala
Thazhuthala es una ciudad censal situada en el distrito de Kollam en el estado de Kerala (India). Su población es de 37517 habitantes (2011). Se encuentra a 2 km de Kollam y a 63 km de Trivandrum.

## Demografía
Según el censo de 2011 la población de Thazhuthala era de 37517 habitantes, de los cuales 17956 eran hombres y 19561 eran mujeres. Thazhuthala tiene una tasa media de alfabetización del 93,58%, inferior a la media estatal del 94%: la alfabetización masculina es del 96,01%, y la alfabetización femenina del 91,41%.